# 733

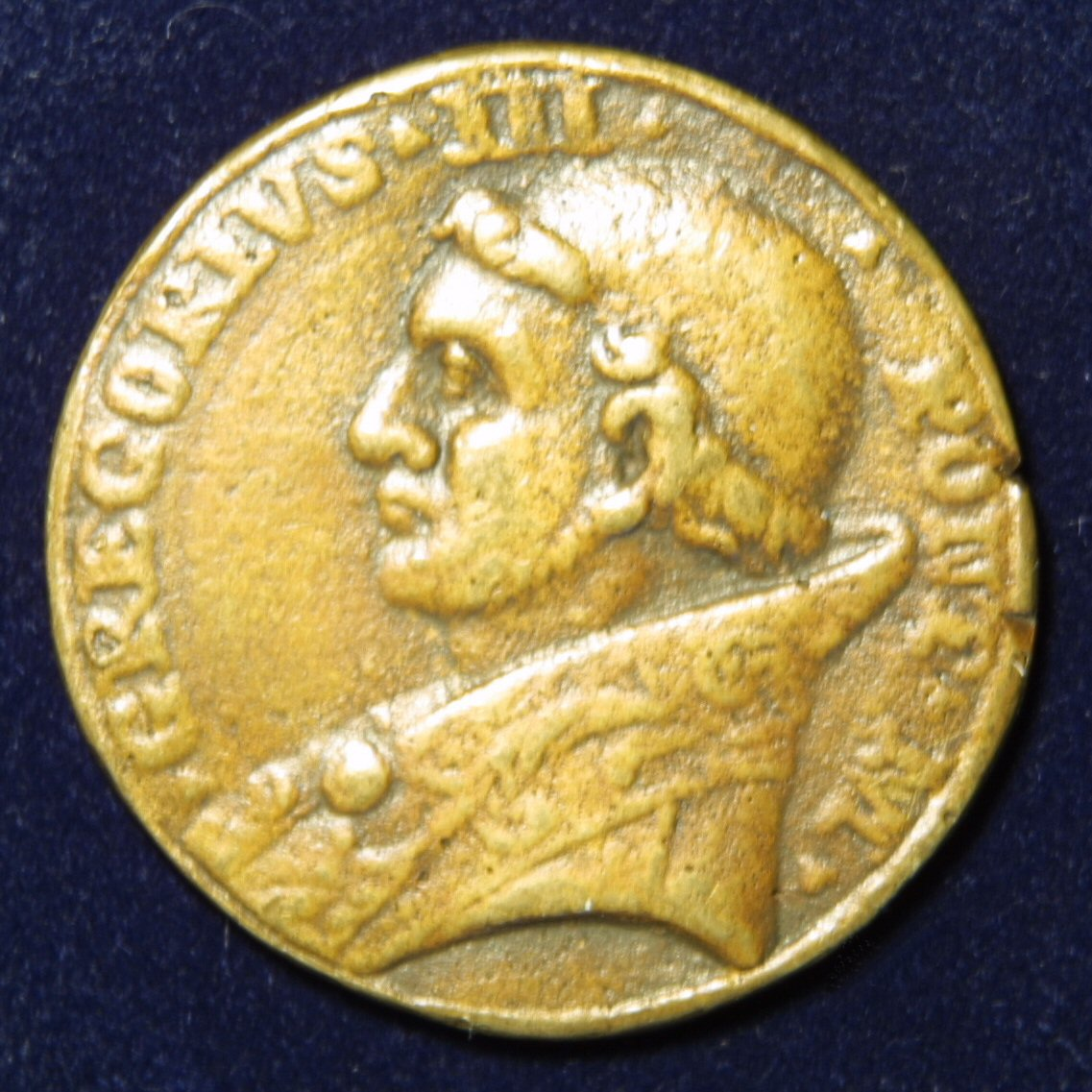
Medaille van paus Gregorius III (731-741)

Het jaar 733 is het 33e jaar in de 8e eeuw volgens de christelijke jaartelling.

## Gebeurtenissen

### Byzantijnse Rijk
- Kroonprins Constantijn, zoon van keizer Leo III, trouwt met een prinses van de Khazaren (Centraal-Azië). Het Byzantijnse Rijk profiteert ervan om een deel van de gebieden in Anatolië (huidige Turkije) in de oorlog tegen de Arabieren te heroveren.

### Brittannië
- Koning Æthelbald van Mercia verslaat zijn rivaal Aethelheard van Wessex en verliest een groot deel van Somerset, waaronder de stad Somerton. Hij wordt gedwongen de opperheerschappij van Æthelbald over zuidelijk Engeland te erkennen.

### Europa
- De Longobarden veroveren Ravenna en bezetten het kustgebied in de pentapolis, een hertogdom met de steden Rimini, Pesaro, Fano, Senigallia en Ancona. Paus Gregorius III besluit met steun van het Frankische Rijk om het te heroveren.
- Karel Martel, hofmeier van Neustrië en Austrasië, slaat in de Rhônevallei (zuidoosten van Frankrijk) verscheidene Moorse plundertochten af. Hij dwingt de hertogen in de Provence en in Bourgondië zijn gezag in Francië te erkennen.

## Geboren
- Junnin, keizer van Japan (overleden 765)

## Overleden
- Salvius van Valencijn, Frankisch bisschop (waarschijnlijke datum)